# Wojny partyjsko-rzymskie
Wojny rzymsko-partyjskie – szereg wojen toczących się między Republiką Rzymską, a później Cesarstwem Rzymskim i Królestwem Partów od I wieku p.n.e. do III wieku n.e.

## Wyprawa Krassusa
Zbrojne konflikty między Rzymem i Partami zaczęły się w roku 53 p.n.e., kiedy do kontrolowanej przez Partów Mezopotamii wkroczyły rzymskie legiony dowodzone przez wodza Krassusa. W Iranie toczyła się od ok. 58 p.n.e. wojna między królem Elymaidy Orodesem a jego bratem, królem Medii Atropatene Mitrydatesem o tron Króla Królów. Krassus miał nadzieję, że wmiesza się w spór lub skorzysta z zaangażowania braci w walce między sobą i zagarnie bogatą Mezopotamię, a może nawet na trwałe uzależni potężne i rozległe państwo partyjskie od siebie i Rzymu.
Krassus zawarł sojusze z nieposłusznymi wasalami Partów: królem Armenii Artawazdesem II i królem Osroene Abgarem II. 36 tysięcy Rzymian (35 tysięcy piechoty, tysiąc kawalerii) stoczyło pod miastem Carrhae bitwę z ponad 10 tysięcy partyjskich jeźdźców dowodzonych przez wasalnego księcia z klanu Suren, jednego z najznamienitszych partyjskich rodów. Dynastia Arsacydów była pochodzenia scytyjskiego i przyniosła do Iranu scytyjskie wzorce. Konni łucznicy, korzystając ze swojej szybkości zasypali rzymską piechotę gradem strzał, nie dając się jej zbliżyć. Rzymskie wojska poszły w rozsypkę, jedynie 10 tysięcy legionistów zdołało uniknąć śmierci lub niewoli. Zdobytych jeńców i sztandary legionowe Partowie zwrócili Rzymowi dopiero po 33 latach.
Syn Krassusa zginął w trakcie bitwy, sam Krassus zginął po bitwie podczas negocjacji z Partami z rąk pomniejszego dowódcy, głowę prokonsula zabrano na dwór Orodesa, gdzie posłużyła jako rekwizyt w inscenizacji „Bachantek” Eurypidesa. Wielu legionistów wziętych w niewolę zapędzono w głąb Iranu do przymusowej pracy, jak niegdyś czyniono z żołnierzami Seleukidów. Sam Orodes bez trudu odparł atak Armeńczyków i przymusił Artawazdesa II do uznania swojej supremacji, Abgara Partowie zabili. Partowie nie wykorzystali zwycięstwa i nie zaatakowali imperium rzymskiego od razu, bowiem Orodes przeprowadzał czystki w swoim państwie i zabił m.in. Surenę, autora wielkiego sukcesu.

## Najazdy Partów na Syrię
W dwa lata po tym zwycięstwie Partowie uderzyli na ziemie Imperium Romanum. Orodes wysłał wojska pod wodzą swego syna, współrządcę Pakorusa. Kwestor Krassusa, Gajusz Kasjusz Longinus (przyszły zabójca Cezara) zebrał to, co zostało z armii swojego przełożonego i odparł atak młodego króla. Z dalszych działań musiał Pakorus zrezygnować, bowiem ojciec, nie ufający nawet własnemu synowi (nic dziwnego: sam pozbawił życia swego ojca, Fraatesa) wezwał go do Ktezyfontu. W 46 p.n.e. Pakorus powrócił do Syrii i wmieszał się w walki między stronikami Cezara a zwolennikami Pompejusza. Późna pora roku zniechęciła go jednak i zawrócił. Większe sukcesy odnieśli w roku 40 p.n.e. W Palestynie trwał konflikt sukcesyjny między przedstawicielami dynastii Machabeuszy: Janem Hirkanem II i Antygonem. Pakorus wtargnął do Palestyny, osadził Antygona na tronie w Jerozolimie a Hirkana oddał pod straż satrapy Górnej Mezopotamii. Tymczasem Kwintus Labienus, syn legata Cezara Tytusa Labienusa, rzymski dowódca i stronnik zabójców Cezara, którego niegdyś, podczas wojny z Markiem Antoniuszem Kasjusz wysłał do Orodesa z prośbą o pomoc, na czele innej armii zajął Syrię i prawie całą Azję Mniejszą. Wydawało się, że Partowie spełnią swoje marzenie o restytucji irańskiej władzy w dawnych zachodnich prowincjach imperium Achemenidów. Nieporozumienia między Pakorusem a Labienusem (który raczej wiązał z całą akcją własne, nie partyjskie ambicje) ułatwiło Rzymianom działanie. Marek Antoniusz posłał do Syrii swojego legata, Wentydiusza, który pokonał siły Pakorusa pod Amanus (39 p.n.e.) i Gindaros koło Antiochii (38 p.n.e.), wykorzystując błędy taktyczne partyjskiego dowództwa. Tymczasem Labienusa wyparto z Anatolii. W 38 r. Pakorus zginął i Partowie wycofali się z ziem rzymskich.

## Wyprawa Marka Antoniusza
Marek Antoniusz próbował zrealizować marzenia Juliusza Cezara i Kleopatry i podbić ziemie Partów, ale mimo zgromadzenia 100 tysięcy żołnierzy jego wyprawa zakończyła się porażką. W 36 p.n.e. Antoniusz ruszył do Iranu przez Armenię, omijając Mezopotamię. Liczył na zwycięstwo z pomocą zbuntowanych wasali Króla Królów Fraatesa IV: króla Armenii Artawazdesa II i króla Medii Atropatene Artawazdesa I. Klęska pod Fraaspą i kłopoty z zaopatrzeniem zmusiły go do wycofania się. Porażka nie przeszkodziła Antoniuszowi w ogłoszeniu w Aleksandrii (34 p.n.e.) Królem Królów Cezariona (syna Cezara i Kleopatry), Aleksandra Heliosa królem Armenii oraz wykrojeniu dzieciom Kleopatry i swoim królestwa w terytorium partyjskim i rzymskim. W 33 p.n.e. nastąpiła druga nieudana inwazja Antoniusza na imperium Partów.

## Wojny rzymsko-partyjskie w I w. n.e.
W 20 p.n.e. w Armenii nastąpił przewrót: obalono sprzyjającego Partom Artaksesa II i wyniesiono na tron opowiadającego się za zbliżeniem z Rzymem i gotowego uznać zwierzchnictwo cesarza Tigranesa III. August posłał Tyberiusza, by koronował Tigranesa III w jego imieniu i wspierał partyjskiego uzurpatora, Tiridatesa I. Walka z nim związała ręce Królowi Królów Fraatesowi IV. Fraates nie mógł sobie pozwolić na walkę z Rzymianami i zwrócił sztandary legionowe Krassusa. August obnosił się tym „zwycięstwem”, ale rozpoczęły się wielowiekowe walki rzymsko-irańskie o Armenię.
Cesarze dynastii julijsko-klaudyjskiej i flawijskiej prowadzili politykę umacniania obecności Rzymu na wschodzie poprzez aneksje wasalnych królestw nadgranicznych (Kapadocja, Kommagene, Mała Armenia, Paflagonia), co nie sprzyjało dobrym stosunkom z Partami dążącymi do odbudowy potęgi Achemenidów. W 18 r. n.e. zmarł Orodes, król Armenii z rodu Arsacydów (domu panującego w Iranie). Na owego króla wybrano Artaksesa III, a Tyberiusz zatwierdził wybór i uznał go za swojego lennika. Król Partów Artabanus II, zmagający się z trudościami wewnętrznymi, początkowo nie ingerował, jednak w 35 r. wysłał swojego syna, Arsakesa, aby zajął Armenię. Tyberiusz nasłał przeciw Partom króla Iberii Mitrydatesa, a ten wkroczył do Armenii i zachęcił Tiridatesa II, krewnego Artabanosa, do buntu. W Iranie wybuchła więc nowa wojna domowa, do której mieszał się namiestnik Syrii Witeliusz. Artabanus pokonał pretendenta, lecz Armenii nie odzyskał.
W 51 r. Mitrydatesa, władcę Iberii i Armenii, zamordowano. Do Armenii wkroczył namiestnik Kapadocji, a to wywołało reakcję Króla Królów Wologazesa I. Osadził on w Armenii swojego brata, Tiridatesa I. Neron wysłał Gnejusza Domicjusza Korbulona, by załatwił sprawę. Korbulon wysłał protest do Wologazesa, a ten początkowo ustąpił, jednak zbierał siły na walkę z Rzymem. To samo czynili Rzymianie (żadna ze stron nie była pewna przewagi). Tiridates zaatakował w 57 r. W pierwszej potyczce gdzieś nad Euftratem pokonał rzymskie siły i zajął Armenię. Unikał jednak walnej bitwy i pozwolił Korbulonowi wkroczyć w głąb swojego państwa. Wologazes, zajęty powstaniem w Hyrkanii i inwazją Kuszanów na Baktrię, nie mógł pomóc bratu. Korbulon spalił Artaksatę i w 59 r. ruszył na Tigranocertę. Rzymianie przywrócili do władzy Tigranesa VI. W 61 r. Tigranes VI najechał Mezopotamię – Partowie odpowiedzieli ponownym zajęciem Armenii i usunięciem go z tronu. W 62 r., gdy Wologazes oblegał Tigranesa w Tigranocercie, Korbulon zawarł rozejm z Wielkim Królem. Jeszcze w tym samym roku namiestnik Kapadocji Cesseniusz Petus wkroczył do Armenii, został jednak pokonany pod Randeją. Korbulon wdarł się do Mezopotamii, ale na wieść o klęsce Petusa zawrócił. Odnowiono rozejm: odtąd w Armenii panował Tiridates, brat króla Partów, ale jako wasal Nerona. W 66 r. Tigranes złożył hołd Neronowi. Ten kompromis, mimo późniejszych licznych wojen, okazał się trwały.

## Wyprawa Trajana
W roku 113 naszej ery cesarz Trajan skierował przeciwko Partom całą potęgę Rzymu i do roku 115 opanował Armenię, Asyrię i Mezopotamię, zdobył Ktezyfon i Tygrysem dopłynął do Zatoki Perskiej. Wtedy rzymskie legiony mogły po raz pierwszy i ostatni zaznać kąpieli w wodach akwenu. Osadził na partyjskim tronie swojego protegowanego, a prawowity wielki król, Orodes, uciekł w głąb Iranu. Jednak zdobyte ziemie pozostały pod władzą Rzymu tylko przez chwilę, gdyż powstanie ludności mezopotamskiej zmusiło Trajana do wycofania się, a Hadrian, który został cesarzem w roku 117 nakazał opuścić zdobyte prowincje ze względu na zbyt wysokie koszty ich obrony i ciągłe zagrożenie.

## Wojny rzymsko-partyjskie w II w. n.e.
Kolejna wojna między Rzymem a Partami wybuchła w roku 162, gdy partyjskie armie Wologazesa IV wdarły się do Azji Mniejszej, gdzie pokonały wojska namiestnika Kapadocji Sedacjusza Seweriana, i Syrii, gdzie zwyciężyły Rzymian pod Elegeją. Marek Aureliusz starał się zawrzeć kompromisowy układ, jednak Król Królów nie ustąpił. Już rok później rzymska armia dowodzona przez cesarza Lucjusza Werusa (a właściwie namiestnka Syrii Awidiusza Kasjusza i namiestnika Kapadocji Stacjusza Pryskusa) wkroczyła do Armenii i Mezopotamii pokonując Partów pod Dura Europos, a następnie paląc Artaksatę, Seleukię i Ktezyfont (w roku 165), a następnie ruszyła w głąb Wyżyny Irańskiej, gdzie została zatrzymana i zmuszona do odwrotu przez dżumę. Wracający do domu żołnierze zawlekli tę chorobę do Rzymu. W wyniku paktu zawartego w 166 r. z Wologazesem cesarz przejął od króla Partów zwierzchnictwo nad Osroene. Po 14 latach Partowie znów osadzili swojego przedstawiciela na tronie armeńskim.
Podczas wojny Septymiusza Sewera z Pesceniuszem Nigrem Wielki Król Wologazes V zgłosił gotowość poparcia tego drugiego, a król Osroene Abgar IX ogłosił niezależność. W 193/194 r. Sewer wkroczył do Mezopotamii, anektował Osroene zamieniając je w prowincję, a następnie wkroczył do Medii Adiabene i zawarł korzystny pokój z królem Partów. W 197 r. Wologazes zaatakował Nisibis. Cesarz powrócił na Wschód i ponownie zwyciężając Partów zajął Ktezyfont. Partowie musieli oddać Rzymianom dużą część Mezopotamii, jednakże rzymskie rządy nad Eufratem i Tygrysem skończyło się po śmierci Septymiusza Sewera.

## Wyprawa Karakalli
Ostatnim cesarzem, który podjął wyprawę przeciw Partom był Karakalla, który, podobnie jak Trajan, marzył o powtórzeniu czynu Aleksandra Wielkiego. Kolejna wojna domowa w Iranie (Wologazes VI kontra Artabanus IV) i powolny rozkład imperium Partów miały dopomóc mu w odniesieniu zwycięstwa. W 216 r. cesarz anektował Armenię i wkroczył do Mezopotamii, a potem do Medii. Został zamordowany przez Marka Opiliusza Makrynusa, który zagarnął władzę. Makrynus stoczył nierozstrzygniętą bitwę pod Nisibis i celem zawarcia pokoju wypłacił Artabanusowi IV kontrybucję wojenną (200 milionów sesterców). Odnowiono traktat zawarty między Neronem a Wologazesem I, królem Armenii został Tiridates IV z rodu Arsacydów.
Ciągnące się wojny z Rzymem, niepokoje wewnętrzne i najazdy koczowników osłabiły Partów i zostali oni w połowie lat 20. III wieku obaleni przez perską dynastię Sasanidów (swoich wasali), którzy szybko zapragnęli rozszerzyć swoje imperium (więcej informacji na ten temat w artykule wojny rzymsko-sasanidzkie).

## Najważniejsze bitwy między Rzymianami i Partami

### Walki w latach 56-51 p.n.e.
- 53 p.n.e. – bitwa pod Carrhae (klęska wyprawy Krassusa)

### Walki w latach 40-36 p.n.e.
- 40 p.n.e. – bitwa pod Apameą (zwycięstwo Partów dowodzonych przez Pakorusa I i Kwintusa Labienusa nad wojskami rzymskimi w Syrii)
- 39 p.n.e. – bitwa w górach Amanu (Rzymianie dowodzeni przez Wentidiusza pobili Partów dowodzonych przez Farnapatesa, który poniósł śmierć)
- 38 p.n.e. – bitwa pod górą Gindaros (Rzymianie pod wodzą Wentidiusza zwyciężyli Partów dowodzonych przez Pakorusa, który poniósł śmierć).
- 36 p.n.e. – bitwa pod Fraaspą

### Późniejsze walki
- Walki z Partami 58 – 63 r. n.e. (Wojna Korbulona)
- Walki z Partami 114–117 r. n.e. (Wojna Trajana)
- Walki z Partami 162–165 r. n.e. (Wojna Markusa Aureliusza)
- Walki z Partami 197–199 r. n.e. (Wojny Septimiusza Serverusa)
- Walki z Partami 215–217 r. n.e. (Wojna Karakalli)